# Astetholea opacicollis
Astetholea opacicollis är en skalbaggsart som beskrevs av Fauvel 1906. Astetholea opacicollis ingår i släktet Astetholea och familjen långhorningar. Inga underarter finns listade.